# Peder Olofsson

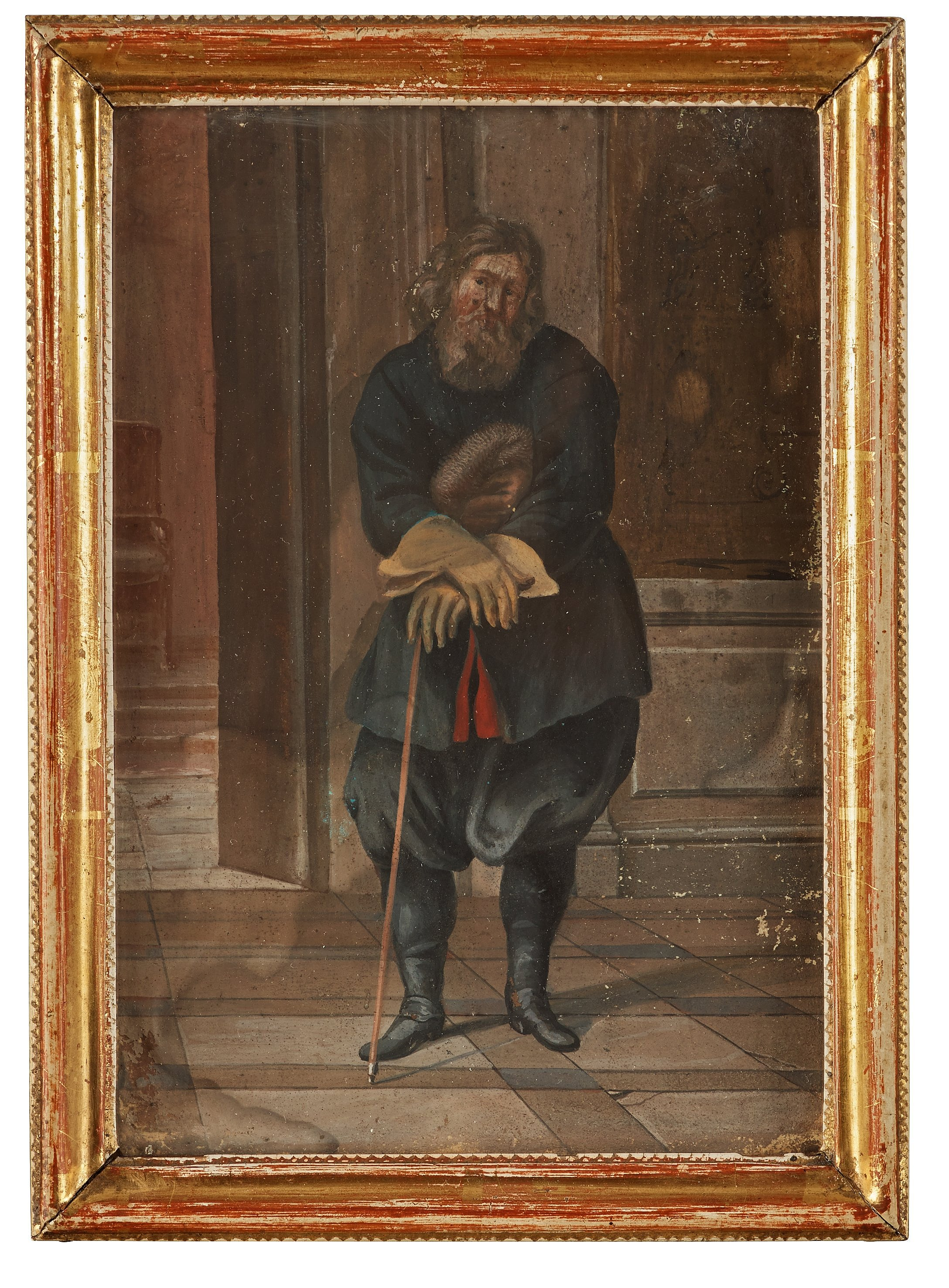
Peder Olofsson avporträtterad av David Klöcker Ehrenstrahl

Peder Olofsson (ibland Per Olofsson), född ca 1630 i Gladhammars socken, Småland, död 14 december 1692 i Lunds by, Gladhammars socken, var en svensk bonde och riksdagsman som var uppskattad av Karl XI och blev utnämnd till Bondeståndets talman vid Riksdagen 1686.

## Biografi

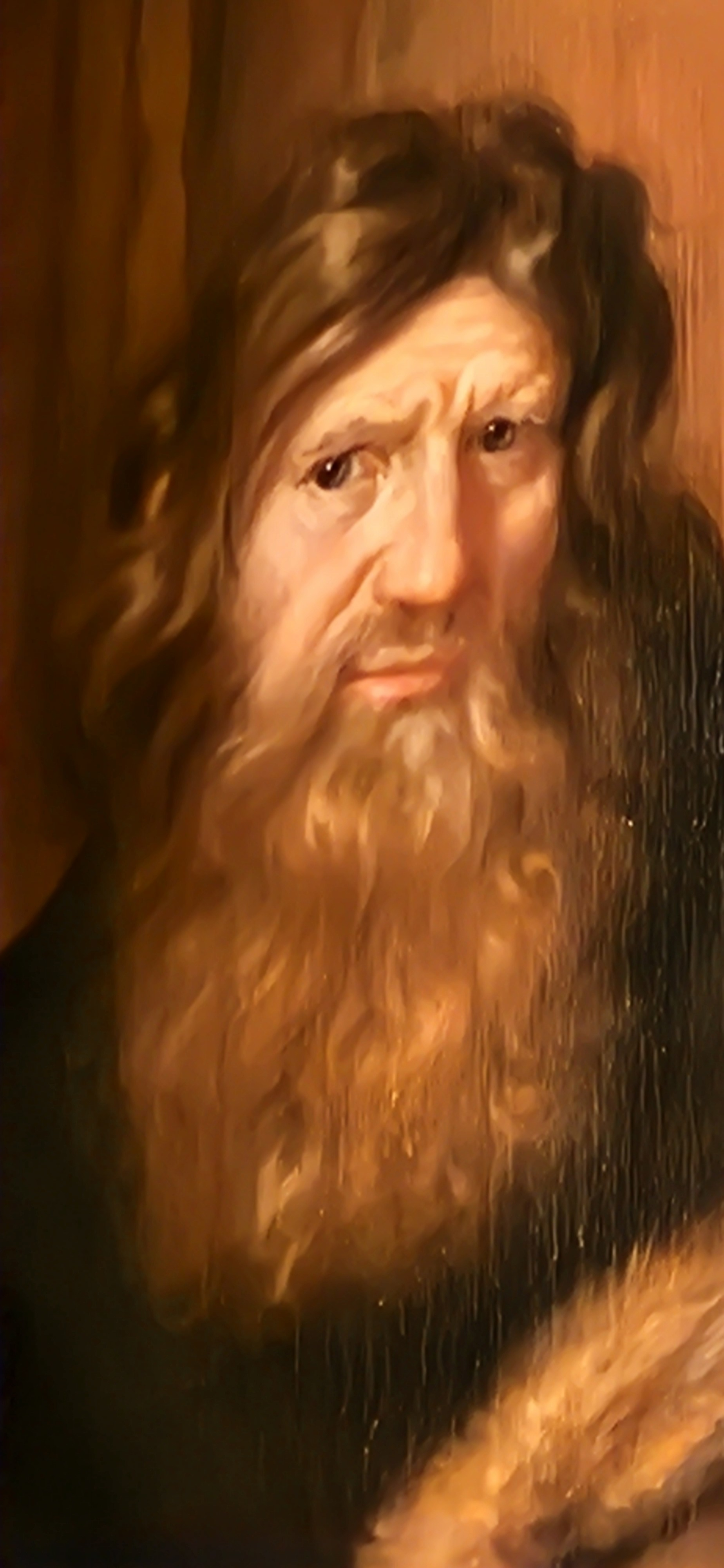
Detalj från porträtt som finns i Statens porträttsamling på Gripsholms slott. Målning av David Klöcker Ehrenstrahl

Peder var son till Oluf Håkansson med okänt födelsedatum, men som dog den 13 oktober 1661 i Lunds by. Peder var riksdagsman på följande riksdagar: Riksdagen 1676, Riksdagen 1678, Riksdagen 1682 och Riksdagen 1686.
Peder var delaktig vid riksdagar som var mycket viktiga för Sverige. Vid den 1680 beslöts om en reduktion som främst drabbade adeln, samt att Karl XI förklarades att i fortsättningen endast vara ansvarig inför Gud allena.
Vid Riksdagen 1682 fick Karl XI den lagstiftande makten i sin hand, varför Riksdagen därefter förlorade många av sina befogenheter.
Vid Riksdagen 1686 blev Peder utnämnd av Karl XI till talman för bondeståndet, vilket var en stor erkänsla för kungens förtroende för honom. Han var troligen även en av de mest erfarna riksdagsmännen från bondeståndet vid denna riksdag. Under riksdagen fattades bl.a. beslut om 1686 års kyrkolag. Efter riksdagen skänkte Karl XI Gladhammar och Lunds by till Peder som tack för att han stod fadder vid den nyfödde prinsen Karl Gustavs dop. Vid arvskiftet efter Peder delades hemmanet och på 1700-talet bestod det av åtta gårdar.

## Äktenskap och familj
Peder var gift två gånger. I det första äktenskapet med en Kristina som dog i barnsäng den 28 september 1656, barnet Brita som då föddes dog 14 dagar efter sin mor, en tidigare dotter född 1655 dog även 1656.
I sitt andra äktenskap gift med Elin Oluffsdotter, som var född den 8 oktober 1637 i Släthed. Med Elin fick Peder fyra döttrar och en son:
- Ingeborg född den 1 november 1660
- Ingrid född den 19 oktober 1662
- Christin född den 2 juli 1665
- Anna född den 1 januari 1670 (blev 75 år)
- Olof född den 23 mars 1673 (blev 74 år)